# Tangáxoan I
Tangáxoan I fue un emperador purépecha y padre de Tangaxoán II (quien rindió el imperio ante la llegada de Cristóbal de Olid).
Era sobrino de Tariácuri (emperador que dividió el imperio entre su hijo y sus sobrinos, tal es el caso).
Al llegar el emperador azteca Axayácatl para conquistar a los purépechas surge la consolidación de estos tres imperios de nuevo quedando como un solo durante la guerra contra los aztecas para mantener la independencia de los purépechas.